# Garden County
Garden County är ett administrativt område i delstaten Nebraska, USA, med 2 057 invånare vid 2010 års folkräkning. Den administrativa huvudorten (county seat) och största staden är Oshkosh.

## Geografi
Enligt United States Census Bureau så har countyt en total area på 4 483 km². 4 413 km² av den arean är land och 70 km² är vatten. 

### Angränsande countyn

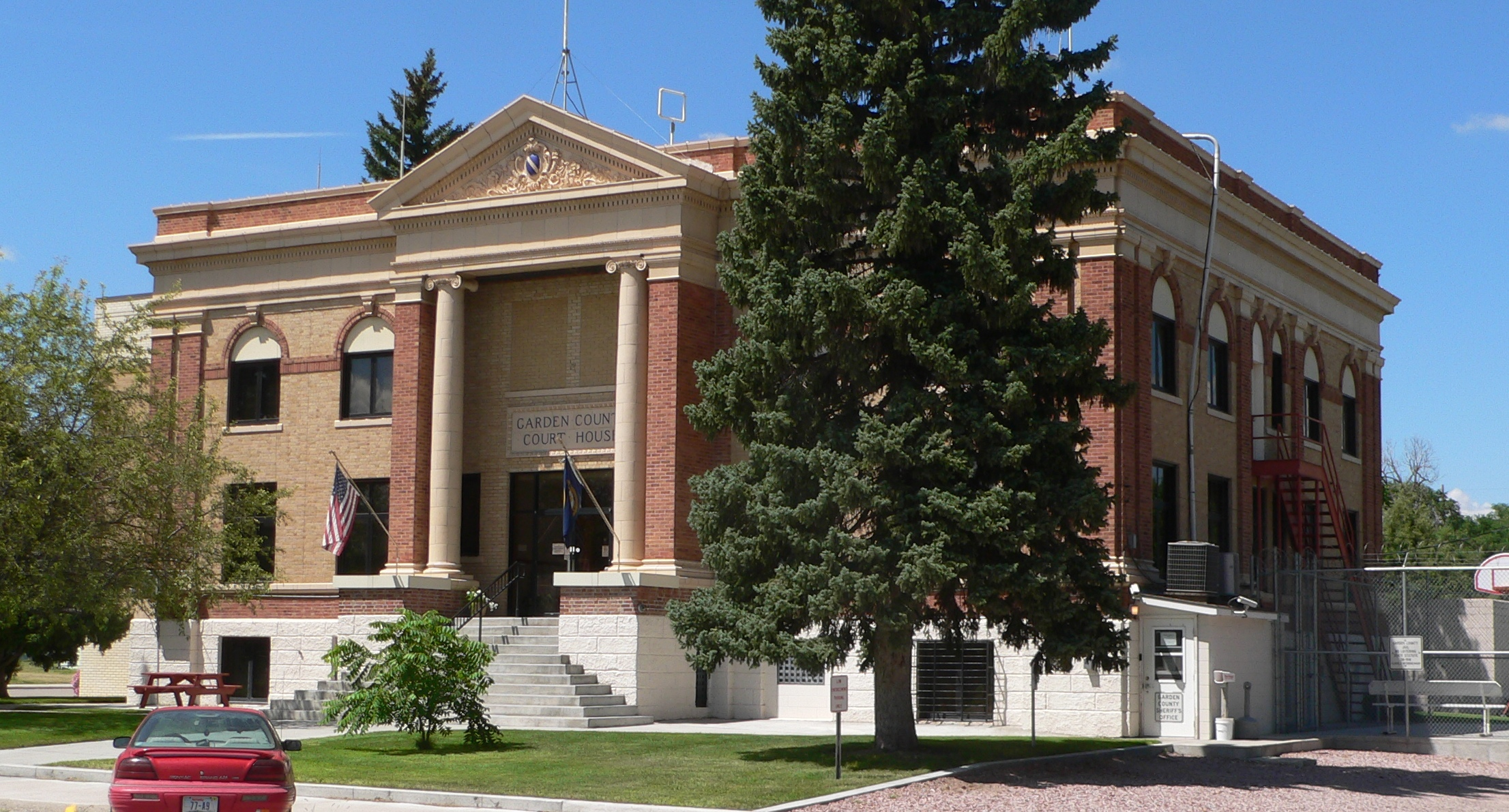
Garden County Courthouse i Oshkosh.

- Sheridan County - nord
- Grant County - öst
- Arthur County - öst
- Keith County - sydost
- Deuel County - syd
- Cheyenne County - sydväst
- Morrill County - väst